# Phlebotomus papatasi
Phlebotomus papatasi är en tvåvingeart som först beskrevs av Giovanni Antonio Scopoli 1786.  Phlebotomus papatasi ingår i släktet Phlebotomus och familjen fjärilsmyggor. Inga underarter finns listade i Catalogue of Life.
Arten är en vektor för parasiterna Leishmania tropica och Leishmania major som kan orsaka sjukdomen leishmaniasis..